# Goliyon Ki Raasleela Ram-Leela
Goliyon Ki Raasleela Ram-Leela (en español: Una danza de balas: Ram y Leela) es una película hindú de drama y 
romance de 2013 con lengua hindi escrita, producida y dirigida por Sanjay Leela Bhansali, quien también compuso su banda sonora original. La película fue producida conjuntamente por Bhansali y Kishore Lulla de Eros International y está protagonizada por Ranveer Singh y Deepika Padukone. El elenco de apoyo incluye a Supriya Pathak, Richa Chadda, Sharad Kelkar, Gulshan Devaiah, Barkha Sengupta y Abhimanyu Singh. Priyanka Chopra hizo un cameo en la canción Ram Chahe Leela.
Bhansali concibió a Ram-Leela mientras trabajaba en su debut direccional Khamoshi: The Musical; un presupuesto insuficiente que lo llevó a posponer el proyecto. Después de revivir el proyecto en 2012, Singh y Padukone fueron elegidos para los papeles principales sobre muchas otras opciones. El rodaje comenzó en Guyarat antes de mudarse a Rayastán. Gran parte de la filmación se realizó en sets, a pesar de los planes previos en contra de hacerlo. La partitura de fondo fue compuesta por Monty Sharma, mientras que la letra fue escrita por Siddharth-Garima.
El estreno de la película, programado para el 15 de noviembre de 2013, fue suspendido por el Tribunal Superior de Nueva Delhi. La película inicialmente titulada Ram-Leela se cambió a Goliyon Ki Raasleela Ram-Leela en respuesta a una orden de la corte, lo que le permitió estrenarse en la fecha programada. La cinta recibió críticas positivas, con elogios dirigidos a las actuaciones de los miembros del elenco, particularmente a Singh y Padukone. La crítica se centró en su trama y elementos de violencia. Ram-Leela ganó ₹ 2.2.000.000 en su carrera teatral y emergió como la quinta película hindú más taquillera del 2013, así como una de las películas indias más taquilleras.
Ram-Leela recibió 8 nominaciones en los Premios Filmfare, ganando tres incluyendo Mejor Actriz por Padukone. En los Premios de la Academia Internacional de Cine Indio, recibió nueve nominaciones, incluida la de Mejor Película, y ganó dos.

## Argumento
En la aldea ficticia de Ranjaar, Guyarat, famosa por su fabricación y venta desinhibidas de armas y municiones, dos clanes, los Rajadi y los Sanera, han estado en desacuerdo durante los últimos 500 años. Un violento altercado entre los dos ocurre después de que Bhavani (Gulshan Devaiah), uno de los Sanera, dispara al hijo de Meghji Bhai (Abhimanyu Singh), un jefe de los Rajadi. Bhavani casi es asesinado por Meghji Bhai, pero Ram Rajadi (Ranveer Singh), el hermano menor de Meghji Bhai, interviene y salva a Bhavani. Todos los ancianos de los Rajadi están molestos porque Ram es un vagabundo que se dedica a películas pornográficas y autos robados, con su mentalidad de hacer una tregua con el otro clan.
Durante el festival de Holi, Ram entra audazmente en la casa de los jefes de los Sanera y coquetea con Leela Sanera (Deepika Padukone), mientras que su madre, Dhankor Baa (Supriya Pathak), la jefa de los Sanera, está ocupada organizando un matrimonio para su hija con un NRI de mente simple. El hermano mayor de Leela, Kanji Bhai (Sharad Kelkar), está enojado por la entrada de Ram en la casa y soborna a la policía local para allanar la casa de Ram. Ram, sin embargo, logra convencer a los policías de que se vayan a cambio de un set de sus películas azules. Ram y Leela desarrollan un romance y planean fugarse, pero se da un giro sombrío cuando Kanji mata accidentalmente a Meghji y Ram lo termina matándolo.
Para escapar del sufrimiento, Ram y Leela se escapan y se casan, pero justo cuando están a punto de consumar su matrimonio, los amigos de Ram los rastrean y lo traicionan embriagándolo e informando a la familia de Leela de su ubicación. A la mañana siguiente, Bhavani, su primo, lleva a Leela a casa a la fuerza, mientras que los Rajadi aclama a Ram como un héroe por ensuciar la reputación de Leela. Es recompensado al convertirse en el nuevo jefe de los Rajadi.
Mientras tanto, Dhankor Baa organiza el compromiso de Leela y el NRI, para disgusto de la pareja. Leela se niega, citando que su dedo ya está ocupado por el anillo de su matrimonio con Ram. En su ira, Dhankor Baa corta el dedo de Leela. Al enterarse de esto, Ram hace lo mismo con su propio dedo y visita a Leela mientras ella está dormida. Leela aún conserva la fe en Ram y envía a Rasila (Richa Chaddha), la viuda de Kanji, para darle a Ram un ultimátum para llevársela. Rasila es asaltada por los amigos de Ram y cuando Dhankor Baa se entera de esto, envía a Bhavani y a otros hombres a asaltar a Kesar (Barkha Sengupta), la viuda de Meghji, que logra evadirlos.
En respuesta al intento de Kesar, Ram irrumpe en la casa de Leela e incapacita a los guardias sin ayuda. Luego le pide a Dhankor Baa que considere negociar por la paz, y ella lo invita a celebrar Navratri con los Sanera, con la intención de matarlo. Sin embargo, en el evento, Bhavani dispara en secreto y hiere gravemente a Dhankor Baa para culpar a los Rajadi. Leela se convierte en la jefa de los Sanera y se ocupa de atender a su madre. Negocia amargamente con Ram, dividiendo en partes iguales las rutas de viaje y los intercambios, con la condición de que los Sanera y los Rajadi no interactúen entre sí nunca más.
Bhavani, que no tolera este desarrollo, engaña a Leela para que firme ciegamente un documento que ordena asesinatos desenfrenados de los Rajadi. Durante el festival de Dussehra, cuando el desfile de Ramlila está terminando, muchos de los Rajadi son asesinados y el pueblo está al borde de la guerra, lo que Ram siente por ello. Ram y Leela deciden que son almas gemelas del otro y se matan a tiros, todo el tiempo ajenos al hecho de que Dhankor Baa ha sufrido un cambio de corazón y ha matado a Bhavani, ordenando que se establezca la paz con el otro clan. Los dos clanes deciden unirse para incinerar los cuerpos de los amantes.

## Reparto
- Ranveer Singh como Ram Rajadi (basado en Romeo Montesco).
- Deepika Padukone como Leela Sanera (basada en Julieta Capuleto).
- Supriya Pathak como Dhankor Baa (basado en la señora Capuleto).
- Homi Walia como Radhu Bhai.
- Abhimanyu Singh como Meghji Bhai (basado en Mercucio Escala).
- Richa Chadda como Rasila Bhai (basada en la nodriza de Julieta).
- Gulshan Devaiah como Bhavani Sanera (basado en el conde Paris).
- Jameel Khan como Vanda.
- Sharad Kelkar como Kanji Bhai (basado en Teobaldo Capuleto).
- Barkha Sengupta como Kesar Bhai.
- Tarun Anand como Ujjwal.
- Masood Akhtar como Pujalal.
- Mohammad Faizan como Goli, hijo de Meghji Bhai y Kesar Bhai.
- Priyanka Chopra como cantante que canta Ram Chahe Leela.

## Producción

### Desarrollo
Bhansali concibió a Ram-Leela mientras dirigía Khamoshi: The Musical. Este último fue aclamado por la crítica, pero no tuvo éxito comercialmente, dejando a Bhansali sin dinero para financiar a Ram-Leela. Luego dirigió Hum Dil De Chuke Sanam, que también se estableció en Guyarat como Ram-Leela. Sintiendo que dirigir dos películas ambientadas en el mismo lugar sería repetitivo, Bhansali esperó. Tenía la intención de que la película fuera un homenaje a Guyarat, diciendo: "Soy Guyarat de corazón. Me encanta la música, la cultura y la comida de Guyarat y quiero llevar todo esto a la gente". La película fue dedicada a la madre de Bhansali, Leela. Según él, Ram-Leela fue su "película más violenta" en ese momento, mientras que el estilo cinematográfico era similar a sus anteriores emprendimientos direccionales Hum Dil De Chuke Sanam y Devdas.
Bhansali lo llamó una "adaptación desi" de la tragedia de William Shakespeare, Romeo y Julieta. Aclaró que Ram-Leela no está relacionado con Rama o Krishna y que el personaje Ram no representa al dios hindú. Al hablar sobre la influencia de su entorno infantil en la película, Bhansali dijo que los miembros de su familia solían hablar "las cosas más escandalosamente desinhibidas como si fueran las más naturales". Sintió que el idioma que escuchó fue modismos para la generación actual, que habla directamente. Bhansali encontró "muy liberador explorar la unión del cuerpo y la mente en una relación de amor" y sintió que no era suficiente "mostrar a un niño y una niña mirándose cuando se enamoran". Los amantes no tienen sexo juntos en la película, ya que Bhansali sintió la importancia de mostrar a los amantes "unidos completamente en la muerte".
Al calificar a Romeo y Julieta como "la madre de todas las historias de amor", Bhansali quería hacer una historia diferente con ella, una que aún no se había explorado en adaptaciones cinematográficas. Mientras cambiaba muchos aspectos de la película, Bhansali mantuvo el tema del "malentendido entre los amantes cruzados por las estrellas", mientras los transponía a otro nivel. La idea de una disputa entre dos familias que destruye todo lo que realmente le atrajo. Según Bhansali, "toda la obra de Shakespeare es más coqueta y voluptuosa" y sintió que su película era la mejor interpretación de Romeo y Julieta. Cuando se le preguntó sobre la extensa violencia y las armas de fuego en la película, dijo que la violencia es "una parte integral de Romeo y Julieta, y también afirmó lo importante que era para un cineasta".
El guion fue escrito por el dúo Siddharth-Garima. El productor Sandip Ssingh ofreció al dúo tres películas; eligieron a Ram-Leela sobre los otros dos. Quedaron impresionados por su esquema y sintieron que era similar a las películas del director australiano Baz Luhrmann, entre ellas la versión modernizada de 1996, William Shakespeare's Romeo + Juliet. Además de escribir, colaboraron con Bhansali para los disfraces, los recesos, los días de rodaje, la edición, la subtitulación y la postproducción. Después de escribir el borrador inicial del guion, Siddarth-Garima fueron enviados a Guyarat para investigar el dialecto, la jerga y el acento.
Las coplas que riman los soliloquios de Romeo y Julieta se tradujeron al hindi y se usaron en la película, con más énfasis en las insinuaciones y el humor, ya que sintieron que los elementos fueron "eclipsados" por la tragedia en la obra original shakesperiana.

### Elenco

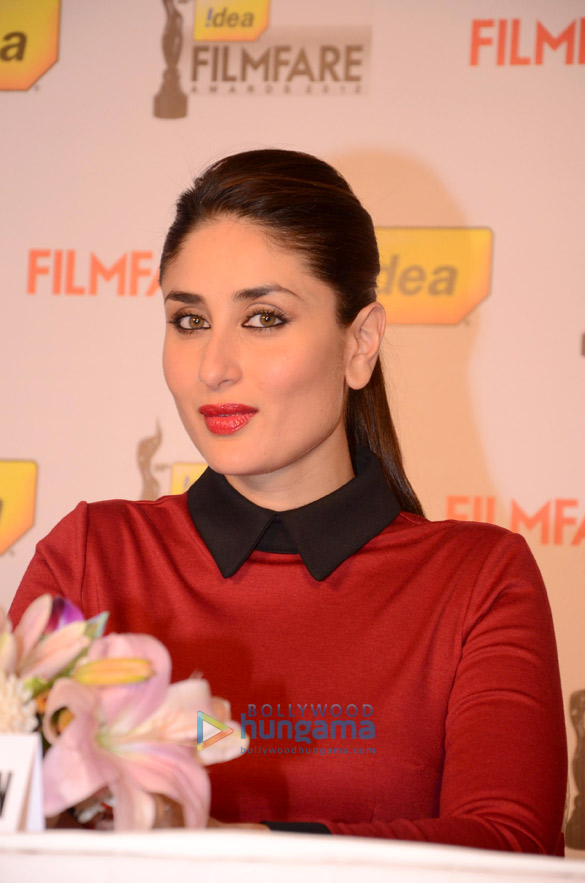
Kareena Kapoor en 2012.

El actor paquistaní Imran Abbas fue la primera opción para Ram, pero rechazó el papel debido a "obligaciones contractuales". Kareena Kapoor y Ranveer Singh fueron elegidos para los papeles principales de la película. Singh luego confirmó la noticia y expresó su entusiasmo por trabajar con Kapoor. Bhansali quedó impresionado con la actuación de Singh en Band Baaja Baaraat y lo eligió para la película. Sin embargo, Kapoor abandonó la participación 10 días antes de que comenzara el rodaje y en su lugar hizo la comedia romántica de Dharma Productions Gori Tere Pyaar Mein. Con los sets ya completos y un calendario de filmación próximo, Bhansali se acercó a Priyanka Chopra, quien accedió a hacer la película. Chopra fue elegido oficialmente para Leela en julio de 2012 y comenzaría a filmar en agosto. Sin embargo, antes de que comenzara el rodaje, Bhansali trajo a Deepika Padukone a la película. Después de esta desagradable experiencia con Bhansali, Chopra dejó de hablar con Bhansali, según confirmó el CEO de Bhansali Productions. En agosto de 2012, Padukone expresó públicamente su deseo de ser parte de la película. Después de terminar el rodaje de su película anterior Lootera, Singh confirmó que firmó para la película en agosto de 2012.

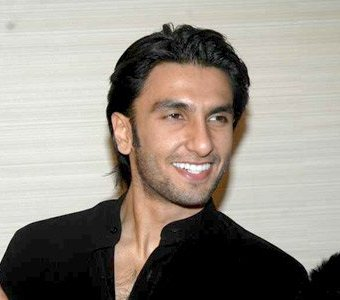
Ranveer Singh fue elegido para el rodaje de la película después de que Bhansali viera su actuación en Band Baaja Baaraat.

En una entrevista, Bhansali reveló que conoció a Padukone con el guion mientras ella estaba enferma; impresionado con su belleza y ojos llorosos, la eligió. Se informó que Richa Chadda fue contratada para desempeñar un papel importante, elegida por Shruti Mahajan y Parag Mehta. Aunque inicialmente negó la afirmación, Chadda aceptó más tarde desempeñar el papel; no le dieron el guion completo hasta un mes de rodaje. Para el papel de Chadda, Bhansali quería a alguien "con tez oscura y rasgos indios", por lo que fue seleccionada, ya que Bhansali quería a alguien "con tez oscura y rasgos indios". Bhansali le ordenó a Chadda que observara a Mirch Masala para prepararse para su look, que se inspiró en Smitha Patel. Chadda también intentó imitar la actuación de Patel. Barkha Bisht Sengupta, una actriz de televisión, desempeña un papel secundario, pero Bhansali le pidió a Sengupta que se olvidara de actuar para su papel. Se informó que Gulshan Devaiah interpretó el papel del antagonista Bhavani. Devaiah dijo que su personaje era del clan Jadeja y tiene "suficientes tonos de gris" y no era "nada" como lo había hecho en su carrera en ese momento. Devaiah sintió que, aparte del marco básico, Ram-Leela no era similar a Romeo y Julieta.
Singh, que interpreta a un niño guyarati, tuvo que aprender algunos abusos guyarati y ganar músculo para su personaje en la película. Singh se inscribió en un programa de transformación de 12 semanas con Stevens, siguiendo una estricta dieta de proteínas que implicaba comer cada 2 horas. Logró obtener el look requerido en 6 semanas. Lo pusieron en una dieta de pescado, brócoli, pavo y té verde y se le impidió comer roti, arroz o dulces. Singh dijo: "Tenía que hacer ejercicio una hora por la mañana y una hora por la noche. Entrenaba a las 5 de la mañana, empezaba a disparar desde las 9, disparaba todo el día hasta las 6 de la tarde y luego volvía a hacer ejercicio durante una hora de nuevo". Sintió que el hecho de no consumir alcohol más de una o dos veces al año lo ayudó a lograr el resultado antes de la fecha requerida.
Padukone se mostró usando un ghagra de 30 kg con un 'ghera' de 50 metros en el primer look de Ram-Leela. Padukone sintió que la película fue "dura" para ella, afirmando que era "mental, física y emocionalmente exigente" para ella. Ella atribuye la perspectiva perfeccionista de Bhansali como la razón, aunque admite que se emocionó en el set. Para la canción Nagada Song Dhol, Padukone tuvo que aprender Garba. Según ella, el Garba interpretado en la película era un folk, en lugar de los comerciales que se reproducen a menudo. Bhansali ordenó a Padukone y Singh que pasaran tiempo juntos para desarrollar su química romántica. Padukone dedicó más de 12 horas al día al taller, que implicó salir de fiesta, ver películas y asistir a estrenos junto con Singh. Como los dos no se conocían, Bhansali quería que socializaran.
Hubo rumores de que Madhuri Dixit interpretaría un número de artículo para la película. También se especuló que otras actrices firmarían para la canción, incluidas Aishwarya Rai y Priyanka Chopra. Se informó finalmente que Chopra estaba interpretando la canción. Ella confirmó la noticia, diciendo que "le encantó la canción desde el momento en que [la] escuchó por primera vez" y que "fue desafiada a superar [sus] límites". Chopra tuvo que usar mangas completas para ocultar sus músculos adquiridos para interpretar al personaje principal en Mary Kom. La actriz también tuvo que hacer ejercicio para perder algunos de sus músculos.

### Diseño de producción

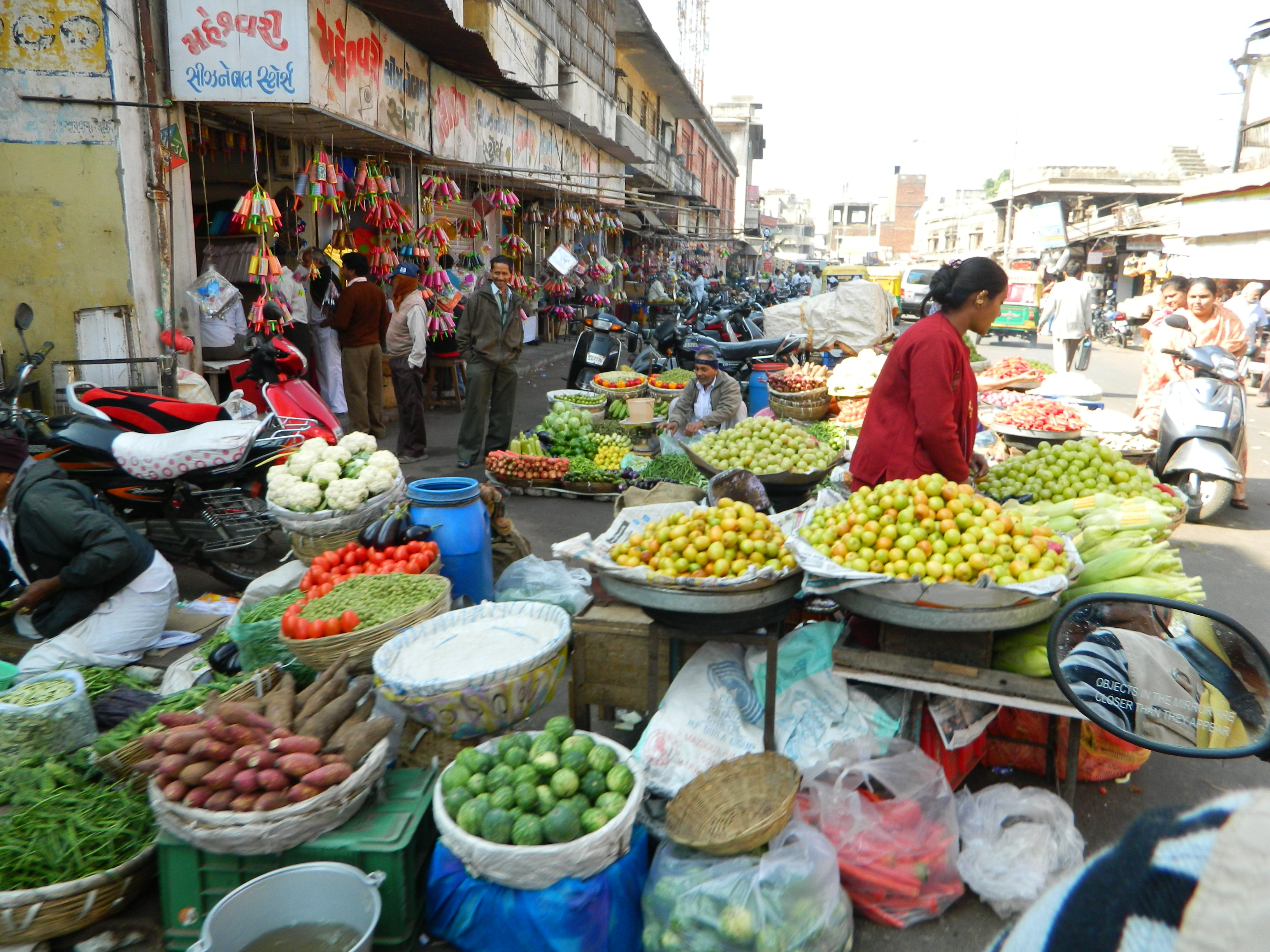
Los sets se construyeron para representar los mercados, que se inspiraron en los de Guyarat.

Wasiq Khan fue el diseñador de producción de Ram-Leela. Khan terminó de trabajar en Rowdy Rathore, una película producida por Bhansali, cuando lo llamaron para Ram-Leela. Según Khan, Bhansali a veces necesitaba de 3 a 5 horas para lograr la "perfección" de un solo tiro. Dado que Bhansali quería centrarse en la arquitectura de Guyarat y los havelis reales, la película iba a ser "grandiosa y más grande que la vida". Dijo que el desafío era hacer de la película una película romántica y de acción, ya que la película tendría una "sensación y textura rústicas" que representaran escenas de acción, con muchas personas peleando. A Khan le resultó difícil mantener sus diseños realistas con los "grandes escenarios, peces gordos y hermosos trajes" de Bhansali. El diseño y la narrativa fueron influenciados por las "tradiciones artesanales y la cultura popular" de las casas en la región de Kutch de Guyarat.
Khan encontró la experiencia de crear sets para hacerla "diferente" de sus películas anteriores. Bhansali y Khan pasaron de 2 a 3 meses observando ubicaciones y discutieron referencias y storyboards. Según Khan, a pesar de la decisión de rodar la mitad de la película en platós y la otra mitad en locaciones reales, el 90% de la película terminó filmada en platós debido a las dificultades para rodar secuencias de acción en locaciones reales. Algunos de los decorados se crearon en Reliance y Film City. Los decorados interiores se crearon en Reliance, mientras que un decorado exterior utilizado para mostrar las mohallas, calles y mercados se estableció en Film City. Khan y Bhansali viajaron por las aldeas de Guyarat y obtuvieron referencias del estilo de vida, el vestuario y los mercados, que se utilizaron para armar los decorados. El plató de la sala de cine porno operado por Ram en la película tiene "recortes con luces de neón y carteles espeluznantes". El área de almacenamiento de armas está hecha de manera que las armas sobresalgan de "cestas de paja y del interior de brillantes vitrinas retroiluminadas". La cámara en la que Leela y Ram intercambian mensajes tiene pinturas de Raja Ravi Varma colgadas con "cortinas diáfanas". Las paredes son de tonos rugosos y están revestidas con parches de vidrio.
El vestuario de la película fue diseñado por Anju Modi y Maxima Basu: Modi diseñó la ropa de Padukone mientras que Basu diseñó el vestuario para el resto del elenco. La diseñadora Sabyasachi Mukherjee, que anteriormente trabajó con Bhansali en la película Black, fue contratada inicialmente para el vestuario de la protagonista, pero luego fue reemplazada por Anju Modi, Bhansali le pidió a Basu que creara un estilo de prueba; impresionado con él, eligió el diseño del personaje de Singh, Ram. La apariencia de Ram se inspiró en los miembros de la tribu Rabari y Ram era un personaje que estaba "expuesto al mundo" pero que reside en un pueblo de Kutch, lo que hace que su ropa tenga dualidad. Según Basu, "por cada jeans rotos o botas que usa, también lo ves haciendo alarde de un kediyu y ojos con borde de kohl". Los jeans usados por Singh en "Tattad Tattad" fueron trabajados personalmente por Basu; ella rasgó los jeans y agregó los adornos ella misma.
Modi viajó a la región de Bhoj de Kutch y compró piezas de textiles antiguos de los aldeanos; tuvo que "mezclarlo y combinarlo" con tela nueva para crear atuendos singulares. Esto se hizo para que el atuendo de Padukone "fuera lo más auténtico posible". Hablando sobre el uso de los textiles antiguos, dijo: "Quería usar esos tejidos antiguos porque es imposible replicar la autenticidad de esos colores, los brocados y esos hermosos y finos bordados que se hicieron a mano". La tela con la que el traje que usó Padukone en la canción "Ishqyaun Dhishqyaun" tenía más de 100 años. Las joyas fueron tomadas de Amrapali Jewels, que prestan sus archivos antiguos para lanzar; estos no estaban a la venta. Los diálogos de la película fueron escritos por Sr. Manager Sawan Vyas.
Después de que Modi finalizara como diseñadora de vestuario, le enviaron el guion para estudiar el personaje de Leela. Según Modi, el vestuario de Leela cambió a medida que avanzaba la película: "el atuendo se vuelve más maduro y más oscuro y se muestra con el cuello cerrado, blusas largas". Para la canción "Lahu Munh Lag Gaya", se tejió una tela antigua de Kutch en la falda que llevaba Padukone que se mostraba. Para el cartel promocional, Modi creó una lehenga de 30 kilos. Modi también diseñó el disfraz de Chopra, hablando de la diferencia con el disfraz de Padukone, dijo: "El personaje de Priyanka es el de un mujrewali o cortesana ... ya que se entienden las características de un mujrewali - son sexys, deseables - el atuendo que hice. Priyanka estaba muy ajustada al cuerpo, pero aún tenía que verse guyarati".

### Fotografía principal

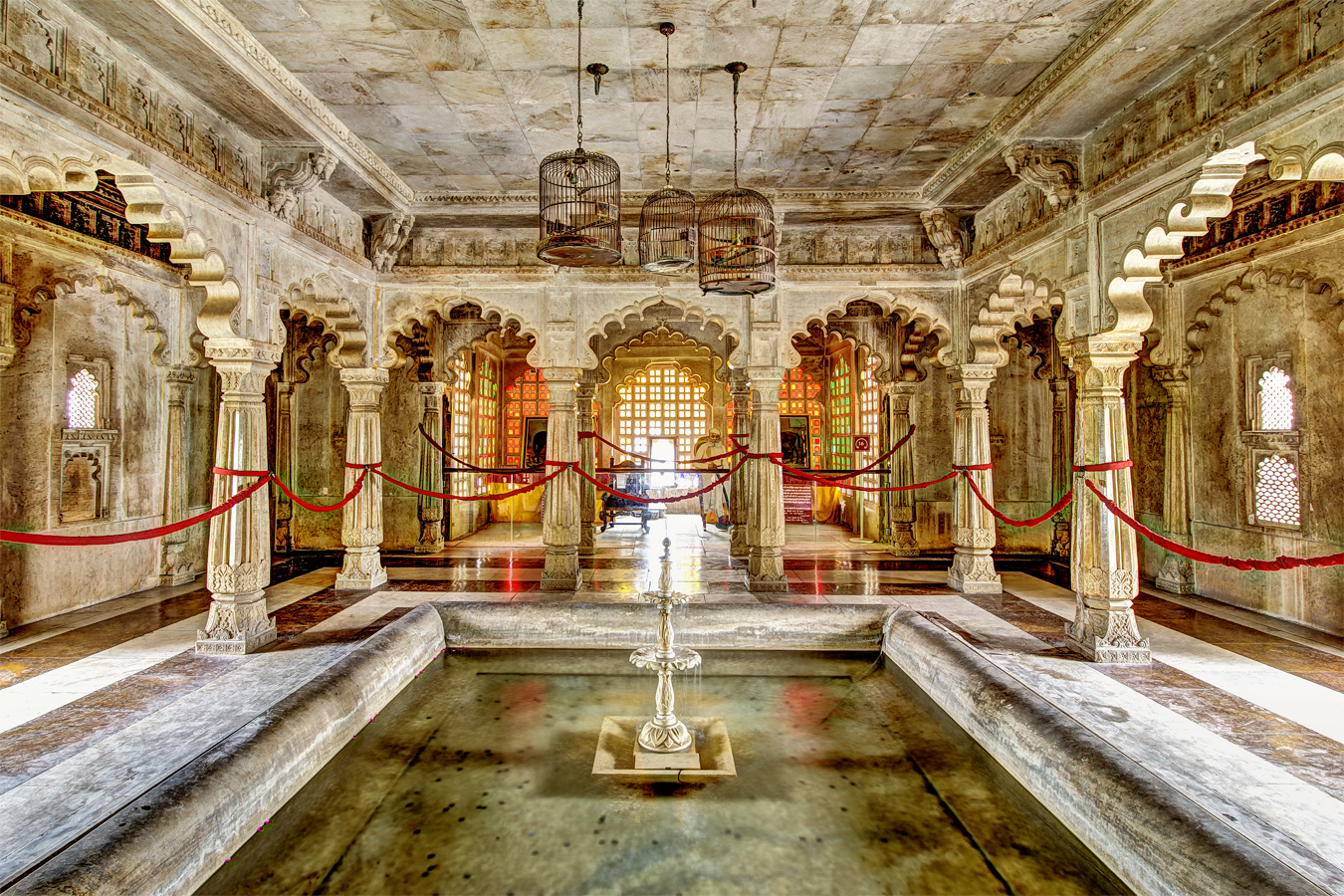
Partes de las escenas fueron filmadas en el palacio de Udaipur.

Inicialmente filmada en Guyarat, algunas secuencias de Ram-Leela fueron filmadas en Udaipur, particularmente en el palacio de Udaipur y Gangaur Ghat, donde se filmó una secuencia de canciones y la historia de la película se desarrolla en Guyarat. En Udaipur, Singh filmó una secuencia de canciones en agua helada durante unos 45 minutos. Padukone se lesionó en el set; sin embargo, tuvo que continuar filmando ya que se instaló un costoso decorado en Film City para la canción Nagada Sang Dhol. Bhansali había montado un gimnasio en los sets de Filmcity Mumbai para el actor principal Singh para no llegar tarde al rodaje y evitar retrasos en la película. El presupuesto de la película se ha estimado entre ₹ 350 000 000 (US $ 4.9.000.000) y ₹ 850 000 000 (US $ 12.000.000).
Para la canción Tattad Tattad, Singh tuvo 30 pruebas para su disfraz, después de lo cual Bhansali sugirió que disparara sin camisa. El balcón clásico y las escenas de conflicto se encuentran entre las que se recrearon a partir de Romeo y Julieta. Para algunas secuencias de barcos en la película, el rodaje tuvo lugar en el lago Pichola. Mientras filmaba la canción Ram Chahe Leela con Chopra, ensayó la coreografía india en cuatro días y completó su rodaje. Singh logró lanzar a Ram-Leela simultáneamente con la película Gunday; debido a una lesión por disparar a Gunday, Bhansali tuvo que posponer el rodaje de algunas escenas.
En febrero de 2013, el director de fotografía Ravi Varman se lesionó en el set y sufrió una fractura en la mano, lo que provocó que el rodaje se pospusiera hasta abril. Cuando se le preguntó por qué se planeó rodar a Ram-Leela casi en su totalidad en locaciones reales y no en escenarios, Bhansali dijo que "el alboroto callejero y gulli-mein-hungama, el desierto y el lago" eran elementos presentes en la película. Él contrastó el tiroteo planeado con el de su empresa anterior Saawariya, que se rodó íntegramente en decorados construidos en un estudio. Al etiquetar el rodaje al aire libre como "un gran desafío", agregó que el rodaje con diferentes tipos de arquitectura era "interesante". Sintió que poner a la pareja principal en un espacio real fue "liberador" y que reaccionó a los espacios "de manera muy diferente", al tiempo que señaló que partes de Hum Dil De Chuke Sanam y Guzaarish fueron filmadas en ubicaciones reales. A pesar de la intención de rodar la película en lugares reales, la mayor parte de la película se rodó en escenarios debido a dificultades.

## Banda sonora
El álbum de la banda sonora está compuesto por Sanjay Leela Bhansali, que es su segunda película después de Guzaarish (2010), y la letra fue escrita por Siddharth-Garima. Monty Sharma compuso la partitura de fondo. [61] El álbum incluye once canciones, excepto una pista "Mor Bani Thanghat Kare" es una canción guyarati de 1944 traducida por Jhaverchand Meghani y compuesta por Hemu Gadhvi. Las pistas restantes fueron compuestas por el propio Bhansali. El álbum de la banda sonora fue lanzado el 2 de octubre de 2013 después de un retraso debido a problemas de salud de Singh.
Daily News and Analysis le dio al álbum cuatro estrellas de cinco y lo llamó "una fiesta para los amantes de la música" y escribe: "Bhansali agrega grandeza al álbum con sus composiciones pero al mismo tiempo da suficiente espacio para que los cantantes brillen". Yashika Mathur de Business Standard declaró: "El punto fuerte del álbum" Ram-Leela "son las suaves canciones románticas. Bhansali ha dado su mejor paso 'musical'". Joginder Tuteja de Rediff.comdeclaró: "Con casi todo trabajando para la música de Ram-Leela, con el sonido clásico, folk, fusión y contemporáneo encontrando su lugar bajo el sol, Bhansali se asegura de que la banda sonora se destaque del desorden de música por debajo del promedio de algunos grandes importantes que han estado circulando".
Todas las letras están escritas por Siddharth-Garima y la música está compuesta por Sanjay Leela Bhansali.

Todas las letras escritas por Siddharth–Garima, toda la música compuesta por Sanjay Leela Bhansali. 
| Canción | |                                                                |          |  |
| N.º     | Título                                                                                              | Performer                                                      | Duración |  |
| 1.      | «Ang Laga De»                                                                                       | Aditi Paul, Shail Hada                                         | 5:27     |  |
| 2.      | «Dhoop»                                                                                             | Shreya Ghoshal                                                 | 3:36     |  |
| 3.      | «Ishqyaun Dhishqyaun»                                                                               | Aditya Narayan                                                 | 4:51     |  |
| 4.      | «Laal Ishq»                                                                                         | Arijit Singh, Osman Mir, Altamash Faridi, Ali Bin Yahiya Zaidi | 6:27     |  |
| 5.      | «Lahu Munh Lag Gaya»                                                                                | Shail Hada, Osman Mir, Shadab Faridi, Altamash Faridi          | 5:00     |  |
| 6.      | «Mor Bani Thanghat Kare»                                                                            | Osman Mir, Aditi Paul                                          | 3:58     |  |
| 7.      | «Nagada Sang Dhol» (Canción guyarati traducido por Jhaverchand Meghani y compuesta por Hemu Gadhvi) | Shreya Ghoshal, Osman Mir                                      | 4:33     |  |
| 8.      | «Poore Chand»                                                                                       | Shail Hada                                                     | 4:08     |  |
| 9.      | «Ram Chahe Leela»                                                                                   | Bhoomi Trivedi                                                 | 4:04     |  |
| 10.     | «Tattad Tattad»                                                                                     | Aditya Narayan, Altamash Faridi, Ali Bin Yahiya Zaidi          | 4:58     |  |
| 11.     | «Bhala Mori Rama»                                                                                   | Arvind Vegda                                                   | 1:07     |  |

## Comercialización y lanzamiento
El primer adelanto del póster, que presenta a los actores principales de pie sobre una pistola de racimo, fue lanzado en enero de 2013. La fecha de lanzamiento fue revelada por Padukone en su cuenta de Twitter. El 16 de septiembre de 2013, se publicó un cartel oficial; el lanzamiento del tráiler tuvo lugar el mismo día. En el lanzamiento, se creó un póster rangoli especial de la película. Divya Goya de Indian Express escribe: "La película promete estar llena de drama y violencia, ya que esta vez Love is at War (El amor es una guerra)". También atrajo los elogios del actor Amitabh Bachchan.
Algunos grupos religiosos se opusieron a la película alegando que el título anterior Ram-Leela era engañoso porque la película no tenía nada que ver con Ramlila, la representación tradicional de la vida y la historia de la deidad hindú, Lord Rama. Un tribunal local en Mumbai ha emitido una "suspensión ad-interina ex-parte" sobre el uso del término Ram-Leela en el título de la película. El 12 de noviembre, un tribunal de Nueva Delhi, suspendió el estreno de la película según la demanda presentada por seis peticionarios, incluido el Comité Prabhu Samaj Dharmik, diciendo que la película dañaba los sentimientos religiosos de los hindúes. El título de la película se cambió a Goliyon Ki Raasleela Ram-Leela, lo que llevó al tribunal a levantar la orden de suspensión y al estreno de la película en la fecha fijada.
Ram-Leela se estrenó el 14 de noviembre de 2013. La película obtuvo el lanzamiento más amplio de 2000+ pantallas en el mercado nacional y 550 pantallas en el extranjero y en todo el mundo con alrededor de 2550 pantallas. La comunidad de Kshatriya se opuso al uso de los nombres de la comunidad en la película, por lo que los títulos de la comunidad de Jadeja y Rabari se cambiaron a Sanera y Rajadi. El 21 de noviembre de 2013, el tribunal de Lucknow del Tribunal Superior de Allahabad prohibió la película en Uttar Pradesh. Ram-Leela tuvo su estreno televisivo en el canal de Set Max.

## Recepción

### Crítica
Ram-Leela recibió críticas positivas. Taran Adarsh de Bollywood Hungama dio cuatro estrellas y media de cinco, escribiendo: "Goliyon Ki Raasleela debe ser visto por múltiples razones: la química electrizante entre sus actores principales, el fuerte contenido dramático, el destello partitura musical, la racha violenta en la narrativa y, por supuesto, la ejecución del material por Sanjay Leela Bhansali". Meena Iyer de The Times of India le dio a la película 4 de 5 estrellas, indicando que la película tiene "buenas dosis de picardía y ras" y elogió las actuaciones del elenco y la "precisión" de ciertas escenas, al tiempo que señaló que la acumulación de romance podría haber sido mejor. Escribiendo para Firstpost, Mihir Fadnavis dijo: "La dirección, el diseño de producción sobresaliente, la cinematografía magnífica están respaldados por un elenco sorprendentemente fuerte, y Padukone es un ancla de ojos salvajes en un mar de fórmulas. Hace tres años nunca esperaba que ella mejorara tan drásticamente y dominara el tipo de energía que tiene ahora".

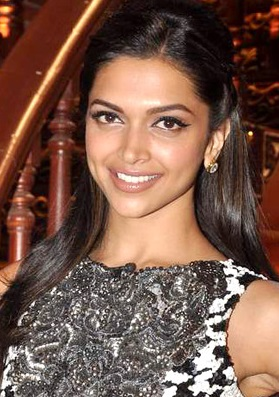
La actuación de Deepika Padukone ha sido bien recibida por la crítica.

Shubha Shetty-Saha de Mid-Day dio cuatro de cinco estrellas y calificó la película como "una visita obligada", elogiando las actuaciones de Pathak, Padukone, Singh, Kelkar, Chaddha y Bisht, pero consideró que el talento de Devaviah "parece en vano". Escribiendo para RogerEbert.com, Danny Bowes le dio a la película 3 de 4 estrellas y elogió la actuación de Padukone, escribiendo: "Es Padukone, como es cada vez más el caso, quien roba el show con el poder estelar puro, deliberado y feroz. Lo sorprendente de su actuación como Leela es lo apretada y tensa que parece; está lista en cualquier momento para besar o matar (o ambas cosas), nunca pasiva, nunca simplemente un sujeto fotográfico". Rajeev Masand de CNN-IBN le dio a la película tres estrellas y media de cinco y apreció la química entre la pareja principal, escribiendo: "Deepika y Ranveer abrasan la pantalla en sus escenas románticas, su intensa pasión es un cambio audaz de los abrazos en su mayoría dóciles de Bollywood", y llamó a la película "mucho más atractiva que los perezosos éxitos de taquilla que hemos visto últimamente".
David Chute, de Variety, elogió los números de baile y escribió: "Las secuencias más efectivas que tienen las dos estrellas juntas son los números de baile a gran escala, que están bella e imaginativamente montados". Sarita Tanwar de DNA le dio a la película 3.5 de 5 estrellas y escribió: "Ram Leela es una hermosa mezcla de lo familiar y lo fresco. Los aspectos técnicos de la película son extraordinarios: escenarios impresionantes, cinematografía fascinante, música perfecta y un elenco de apoyo maravilloso. Deepika es perfecta en cada escena. Ranveer se ha rendido a la visión del director y ofrece una actuación llena de poder". Gayatri Shankar de Zee News calificó la película de "primera clase" y elogió las imágenes y las actuaciones de Singh y Padukone, calificándola de "una de las mejores actuaciones de sus carreras". Sin embargo, encontró ciertas porciones "un poco difíciles de creer". Anupama Chopra del Hindustan Times le dio a la película 3 de 5 estrellas y escribe: "Deepika le ha robado el espectáculo a sus héroes, pero este, creo, pertenece a Ranveer. Es extravagante y alegremente vulgar pero también vulnerable y roto".
Shubhra Gupta de The Indian Express le dio a la película 2.5 de 5 estrellas, y concluyó que "'Ram-Leela' crea una pareja que enciende la pantalla, y la mayoría de las veces, cuando estos dos están en la pantalla, sigues mirando. Es cuando las armas vamos, y los maestros de las armas comienzan a rugir y gritar, que la historia de amor se ahoga, y todo se vuelve demasiado ruidoso y demasiado coreografiado". Escribiendo para el canal NDTV, Saibal Chatterjee le dio a la película dos estrellas de cinco y la llama "todo cuerpo y nada de alma". Raja Sen dio una estrella de cada cinco y calificó la película como "un lío sangriento y sobretramado", criticando los diálogos como "muy pobres ... rimas horribles alternadas con una exposición de telenovelas". Criticó la actuación de Singh, al tiempo que llamó a Padukone "algo que vale la pena mirar".

### Taquilla
Ram-Leela recaudó ₹ 1,52 mil millones en India y ₹ 491 millones, para un total bruto mundial de ₹ 2.1 mil millones. En febrero de 2018, la película es la quinta película india más taquillera de 2015 en la India, la sexta película india más taquillera de 2015 en el extranjero y la quinta película india más taquillera de 2015 en todo el mundo.
Ram-Leela tuvo un primer día sólido con recaudaciones de más de 155 millones de rupias (2,2 millones de dólares estadounidenses) a pesar del lanzamiento limitado debido a controversias. La película recaudó 165 millones de rupias (2,3 millones de dólares estadounidenses) el sábado y 180 millones de rupias (2,5 millones de dólares estadounidenses) el domingo para llevar su primer total nacional de fin de semana a 500 millones de rupias (7,0 millones de dólares estadounidenses), el tercer fin de semana más alto de la año. La película se redujo el lunes a ₹ 77,5 millones (US $ 1,1 millones). Las recaudaciones de la primera semana fueron de aproximadamente ₹ 740 millones (US $ 10 millones). La película se mantuvo estable en su segundo fin de semana con recaudaciones de ₹ 150 millones (US $ 2,1 millones), lo que llevó el bruto de diez días a ₹ 890 millones (US $ 12 millones). Ram–Leela recaudó alrededor de ₹ 970 millones (US $ 14 millones) en dos semanas. Las recaudaciones de la segunda semana rondaron los 230 millones de rupias (3,2 millones de dólares estadounidenses). La película ganó ₹ 103 millones (US $ 1,4 millones) y ₹ 32,5 millones (US $ 460.000) en su tercera semana y cuarta semanas, respectivamente, teniendo su total a ₹ 1112500000 (US $ 16 millones) y tuvo éxito comercial La película terminó con colecciones de por vida de ₹ 1,13 mil millones (US $ 16 millones).
La película recoge de US $ 450.000 (aproximadamente ₹ 28,3 millones) en América del Norte el viernes, vis-à-vis los Estados Unidos $ 311,000 (aproximadamente ₹ 19,5 millones) obtenidos por Krrish 3. También ganó a $ 66,365 (aproximadamente ₹ 3,91 millones) en Australia en dos días, superando A $ 58,283 (aproximadamente ₹ 3,435 millones) recaudados por este último. En UAE-GCC, la película se estrenó con AED 1.3 millones (aproximadamente ₹ 22.2 millones). También recaudó £ 87,000 (aproximadamente ₹ 8,826 millones) en el Reino Unido el viernes, debutando en el puesto 9 en la lista y la colección de dos días en Nueva Zelanda asciende a $ 12,869 (₹ 673,000). Las cifras de la película en el extranjero rondaron los 4 millones de dólares en el primer fin de semana. Las recaudaciones en el exterior son de $ 7,25 millones en diecisiete días. Ram-Leela recaudó 7,6 millones de dólares en el extranjero después de su cuarto fin de semana.